# Mundanahalli, Holenarsipur
Mundanahalli là một làng thuộc tehsil Holenarsipur, huyện Hassan, bang Karnataka, Ấn Độ.